# Горка (Пищалкинское сельское поселение)
Горка — деревня в Сонковском районе Тверской области России, входит в состав Пищалкинского сельского поселения.

## География
Деревня находится в 3 км на север от центра поселения посёлка Пищалкино и в 16 км на северо-восток от районного центра Сонково.

## История
В 1870 году в селе была построена каменная Казанская церковь, метрические книги с 1780 года. 
В конце XIX — начале XX века село входило в состав Литвиновской волости Кашинского уезда Тверской губернии. 
С 1929 года деревня входила в состав Задорского сельсовета Сонковского района Бежецкого округа Московской области, с 1935 года — в составе Калининской области, с 1994 года — в составе Пищалкинского сельского округа, с 2005 года — в составе Пищалкинского сельского поселения.

## Население
| 1859 | 2002 | 2010 |
| ---- | ---- | ---- |
| 206  | ↘30  | ↘9   |

## Достопримечательности
В деревне расположена действующая Церковь Казанской Божией Матери (1870).